# Lustbosjön
Lustbosjön är en sjö i Falu kommun och Leksands kommun i Dalarna och ingår i Dalälvens huvudavrinningsområde. Sjön har en area på 0,226 kvadratkilometer och ligger 141,9 meter över havet. Sjön avvattnas av vattendraget Faluån (Säpptjärnsån).

## Delavrinningsområde
Lustbosjön ingår i det delavrinningsområde (673098-147891) som SMHI kallar för Utloppet av Lustbosjön. Medelhöjden är 174 meter över havet och ytan är 3,03 kvadratkilometer. Räknas de 27 avrinningsområdena uppströms in blir den ackumulerade arean 216,75 kvadratkilometer. Faluån (Säpptjärnsån) som avvattnar avrinningsområdet har biflödesordning 3, vilket innebär att vattnet flödar genom totalt 3 vattendrag innan det når havet efter 240 kilometer. Avrinningsområdet består mestadels av skog (82 procent). Avrinningsområdet har 0,22 kvadratkilometer vattenytor vilket ger det en sjöprocent på 7,2 procent.